# Semiothisa spilota
Semiothisa spilota är en fjärilsart som beskrevs av W. Warren 1905. Semiothisa spilota ingår i släktet Semiothisa och familjen mätare. Inga underarter finns listade i Catalogue of Life.